# Concentração e diluição da urina

## CONTROLE DA DILUIÇÃO RENAL
O balanço de água no organismo é extremamente importante. Pode-se demonstrar isso a partir das falhas de manutenção desse balanço: hipovolemia (se há perda excessiva) e derrames cavitários (se há retenção excessiva). A concentração de solutos na urina pode variar bastante, onde sua concentração de alguns solutos está próxima àquela presente no sangue. O rim com o mínimo de gasto de energia, tem a capacidade de variar a osmolaridade da urina e a excreção de água de acordo com as necessidades do organismo. Este órgão tem a capacidade de produzir uma urina até 10 vezes mais diluída ou 4 vezes mais concentrada que o plasma sanguíneo, em que a principal maneira de regulação da perda de água é através da concentração e diluição da urina a ser eliminada pelo trato urinário. Esse processo se dá por meio da integração de mecanismos efetores renais e de mecanismos reguladores hormonais, com a participação do hipotálamo, glândula adrenal e o próprio rim neste último.

## A organização do néfron

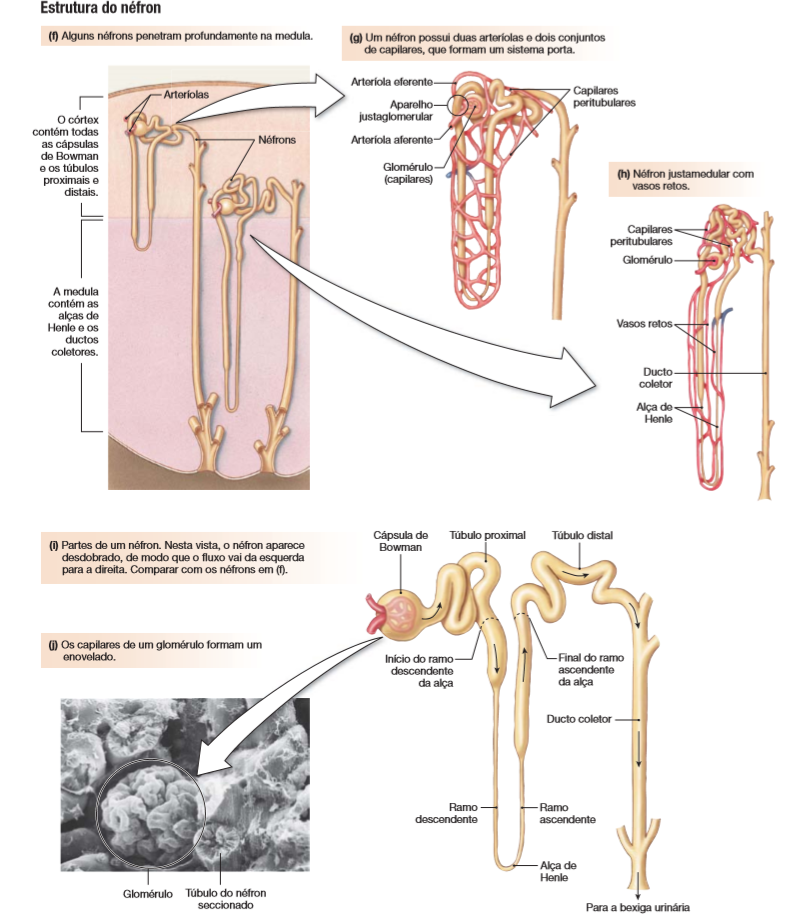

Os néfrons, são a menor unidade renal responsável pela filtração e formação da urina, constituindo a base de funcionamento do órgão. Cada rim possui cerca de 1 a 4 milhos de néfrons que funcionam de forma alternada, seguindo as necessidades do organismo. O néfron é subdividido em: corpúsculo renal, que compreende o glomérulo e a capsula de Bowan; e por túbulos renais, que compreende o túbulo contorcido proximal e distal, a alca de Henle e o ducto coletor.
Os néfrons são divididos em externo e interno, possuindo estas, duas unidades. A porção interna é chamada de medular, que compõe o néfron justamedular num total de 20%. A região mais externa da unidade básica funcional do sistema é o córtex, que é composta pelos néfrons corticais, responsáveis por abrigar aproximadamente 80% deles.
O glomérulo é a junção de vários capilares sanguíneos, onde a circulação arterial é filtrada nesta região. Os túbulos coletores possuem a função de absorção de parte do liquido filtrado pelos glomérulos e também secretar substâncias, dependendo das necessidades do organismo.
O liquido resultante da filtragem nos glomérulos vai para a cápsula de Bowman, que envolve os capilares sanguíneos do glomérulo. Dando continuidade ao processo, o liquido segue para o túbulo proximal, passando para a alça de Henle e penetra o túbulo distal, terminando no ducto coletor, local de acúmulo de toda a urina vinda dos néfrons, lançando-a em direção a pelve renal.

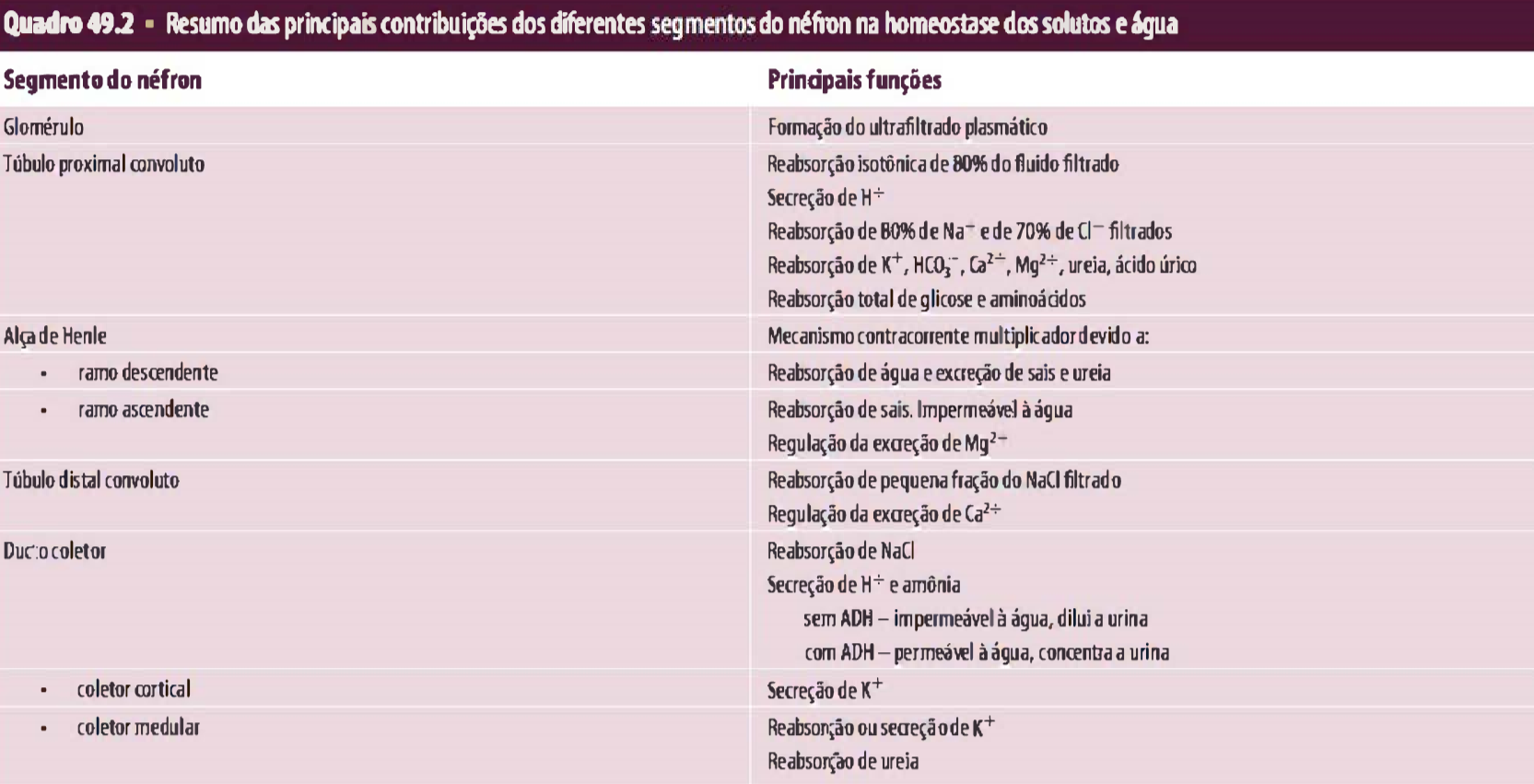

## Efeito Unitário

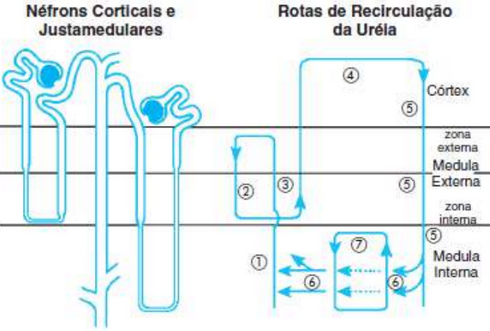
Recirculação da ureia. Mecanismo pelo qual alta concentração de ureia é mantida na medula (1) à custa da sua difusão da luz do ducto coletor medular interno para a papila e reabsorção ao nível da porcão fina ascendente da alca de Henle (entapas 1 a 7) e (2) à custa da sua retirada do interstício pelos vasa recta sendo novamente filtrada e lancada na luz tubular. Adaptado de Valtin, H. e Schafer, J.A. Renal Function, Little, Brown and Company, 1995

Situada na porção mais interna do rim entre o córtex renal e a pelve renal, a Medula renal contém diversos tubos coletores de urina e milhares de néfrons, os quais são os encarregados da filtração da urina.
A hipertonicidade presente na medula renal encontrada em animais em situação de restrição aquosa revelou acúmulo de soluto e ureia, em maior quantidade o NaCl (Cloreto de Sódio).
Werner e Kuhn desenvolveram uma hipótese a partir dos solutos que eram depositados no interstício medular da existência de um Sistema Multiplicador Contracorrente na Alça de Henle (partes em U). Tal sistema causaria um aumento gradual da osmolaridade da medula renal com baixo gasto de energia.

Essa recirculação da ureia realizada entre o final do túbulo coletor e a porção ascendente da alça fina de Henle é necessária para a formação da medula hipertônica e a uma excreção com o maior nível de concentração possível.
- O gradiente irá se restabelecer após um período;

- Quanto mais longo o percurso da alça de Henle mais concentrada ficará a curva;
- Caso haja aumento de fluxo parte da capacidade de haver concentração será perdida;

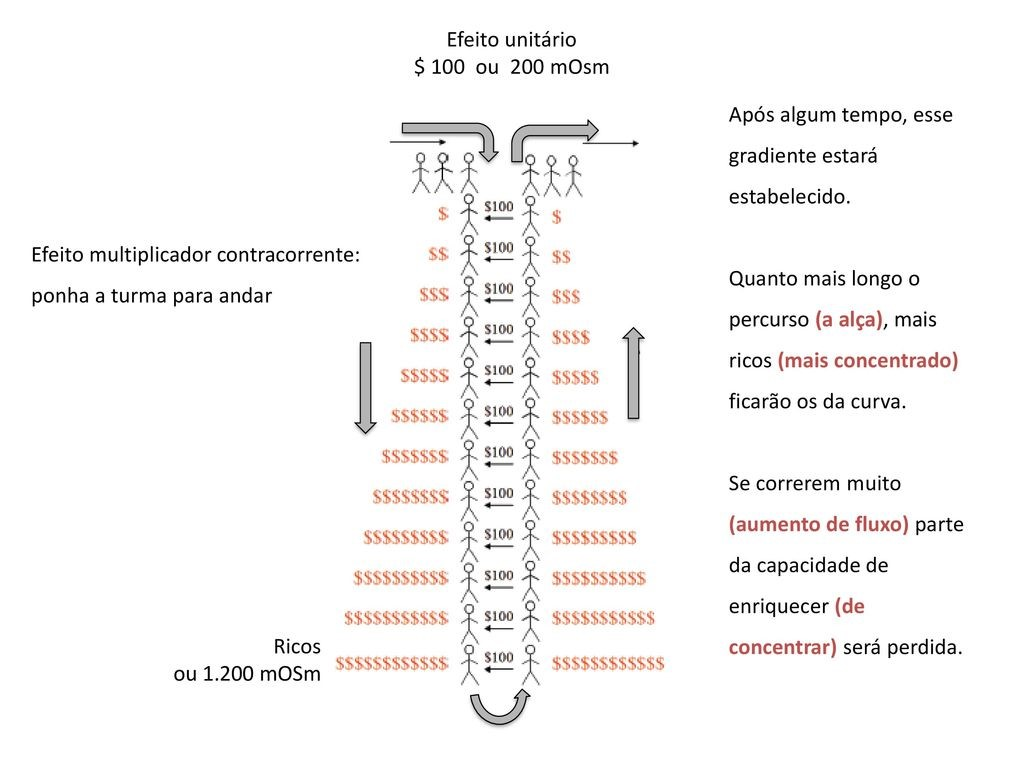

## Mecanismo contracorrente de concentração da medula renal
- A disposição anatômica das alças de Henle e do vaso reto descendente irá influenciar no mecanismo contracorrente;

- A osmolaridade do líquido intersticial em quase todas as partes o corpo é semelhante à do plasma (300mOsm/L), mas na medula renal essa osmolaridade é muito mais alta entre 1200 a 1400 mOsm/L.

- Os principais fatores que contribuem para alta concentração na medula são principalmente, o transporte ativo de íons Na e co-transporte de K, Cl e outros íons do ramo ascendente espesso da alça de Henle para o insterstício, o transporte ativo de íons dos ductos coletores e a difusão facilitada de grande quantidade e ureia dos ductos coletores.

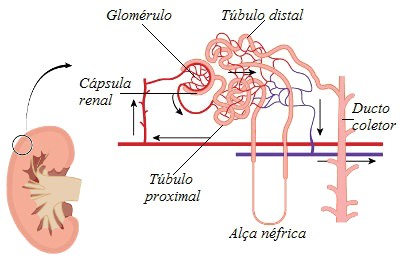

O Lúmen e o interstício possuem um padrão morfológico o qual é vantajoso ao equilíbrio osmótico, epitélio simples escamoso (pavimentoso) que possui poucas mitocôndrias. Este epitélio está presente tanto nos ramos finos da alça ascendente quanto da descendente, não sendo favorável a um transporte ativo que teria gasto de energia.
Irá ocorrer reabsorção de Sódio, Cloro e Potássio na membrana luminal em conseguinte um co-transporte, “secundariamente ativo” ativo ao transporte do sódio da bomba de sódio e potássio. Tal transporte ativo é favorável a um gradiente eletroquímico que é oportuno a entrada de Sódio na célula.
No momento em que o Sódio passa do túbulo para o interstício, é retratado o Efeito Unitário do efeito multiplicador contracorrente. O fluido no início do túbulo distal é hipotônico sobre o filtrado glomerular, que se relaciona com a existência de uma reabsorção ativa de NaCl, na ausência de um transporte de água no ramo ascendente da alça de Henle.
A porção espessa ascendente é uma região importante para o mecanismo de concentração urinária e é o local de ação dos chamados diuréticos de alça, como a furosemida que age no trocador Na/K/2Cl.
Este túbulo se aprofunda em direção a medula, terminando seu trajeto na porção descendente da alça de Henle, um tubo em forma de “U”, que pode ter uma alça curta se esta pertencer a um néfron cortical, ou uma alça mais profunda se esta pertencer a um néfron justamedular, que neste ultimo caso pode ser tão profundo que a alça se aproxima da papila renal.
Além disso, pode-se notar o aumento da osmolaridade da medula externa em direção à papila é proporcional ao comprimento da alça e Henle.
Primeiramente, a Alça de Henle está carregada de líquido com concentração de 300mOsm/L, depois a bomba ativa do ramo ascendente reduz a concentração tubular de 200mOsm/L e eleva a concentração do interstício para 400mOsm/L.
Sendo assim a função da porção ascendente da alça de Henle está relacionada com a reabsorção de sais, diluindo assim o fluído luminal,pois o epitélio é impermeável a água.
Há um rápido equilíbrio entre o líquido no ramo descendente da alça e o líquido intersticial devido ao movimento de osmose da água. Devido o transporte ativo no ramo ascendente a osmolaridade intersticial é mantida em 400 mOsm/L, então o fluxo do túbulo proximal faz com que o líquido hiperosmótico formado no ramo descendente flua para o ramo ascendente e mais íons são bombeados para o interstício, com retenção de água no líquido tubular, aumentando a osmolaridade para 500mOsm/L. O líquido do ramo descendente atinge equilíbrio com o intersticial hiperosmótico e flui para o ramo ascendente onde mais íons são bombeados para o interstício medular.    
Dois fatores são responsáveis pelo equilíbrio osmótico medular:
- Circulação sanguínea lenta
- Entrada de ureia para a alça fina ascendente, conservando-a no néfron

Todas as etapas que foram citadas ocorrem várias vezes, levando a osmolaridade do líquido intersticial para 1200 a 1400 mOsm/L. Então, a reabsorção repetitiva de NaCl pelo ramo ascendente e influxo contínuo de novo NaCl do túbulo proximal recebe o nome de Efeito Multiplicador Contracorrente.

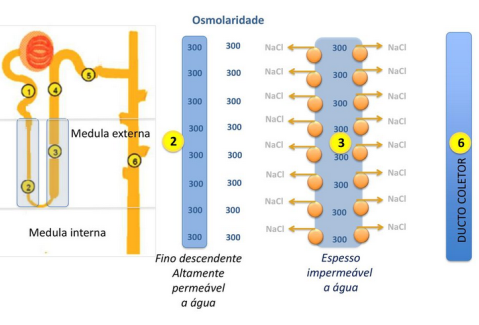
1 - Sistema Multiplicador contracorrente

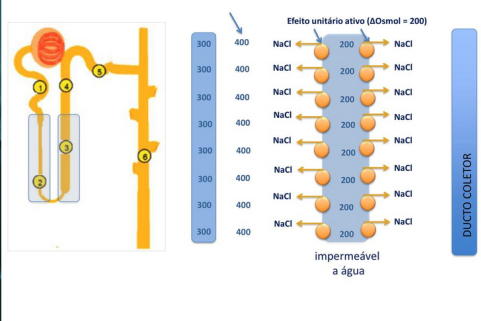
2 - Reabsorção de NaCl sem água em segmento espesso

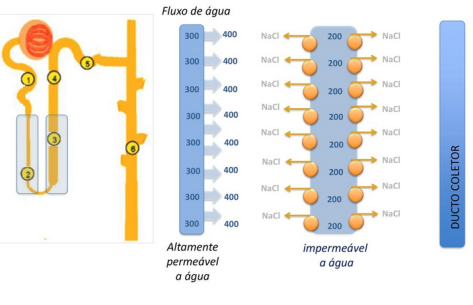
3 - Reabsorção de água em segmento fino descendente

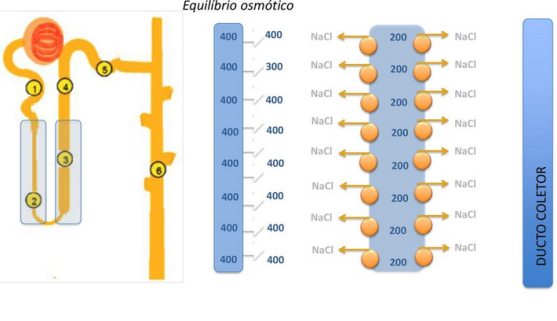
4 - Equilíbrio osmótico em fluido em descendente fino e insterstício medular

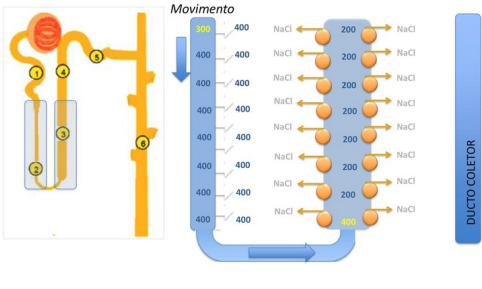
5 - Multiplicação pelo efeito pelo movimento do fluido tubular em contracorrente: fluido vindo do túbulo proximal

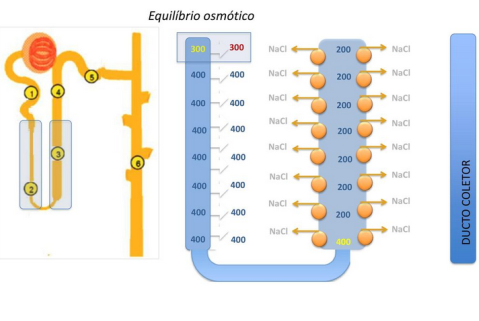
6 - Equilíbrio osmótico

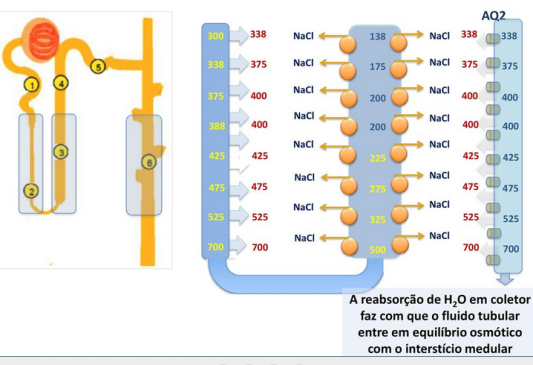
9 - Reabsorção de H2O em coletor faz com que	o fluido tubular entre em equilíbrio osmótico com o instersticio medular

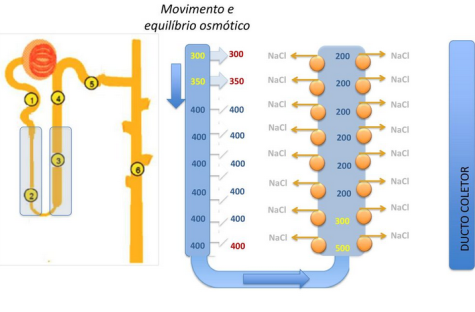
8 - Movimento e equilíbrio osmótico

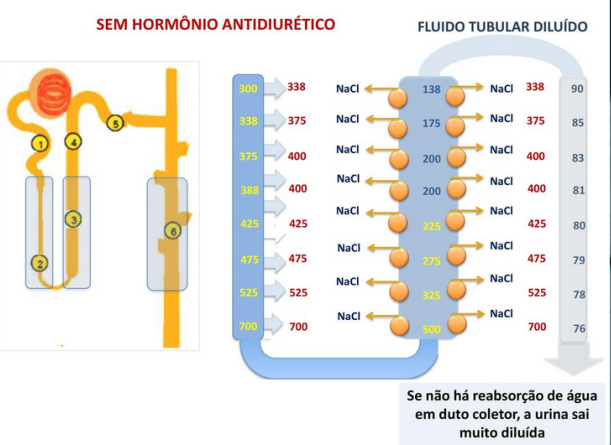
10 - Sem o hormônio ADH: se não há reabsorção de água em duto coletor a urina sai muito diluída

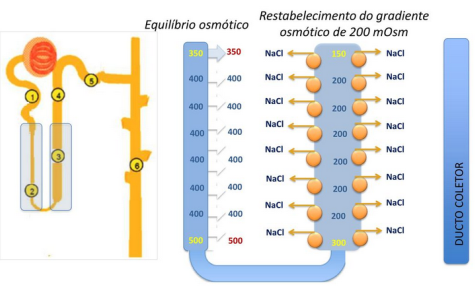
7 - Restabelecimento do gradiente osmótico de 200 mOsm

Na saída, há uma maior quantidade de água e de solutos do que entrou, mantendo balanço entre o que entra e sai da medula.
| SEGMENTO TUBULAR                       | FUNÇÕES                                                                    |
| GLOMÉRULO/ CÁPSULA DE BOWMAN           | FILTRAÇÃO DO PLASMA                                                        |
| TÚBULO PROXIMAL                        | REABSORÇÃO EM MASSA DE SOLUTOS E ÁGUA                                      |
| ALÇA DE HENLE (RAMO DESCENDENTE)       | REABSORÇÃO DE ÁGUA CRIAÇÃO DO GRADIENTE OSMÓTICO MEDULAR SECREÇÃO DE UREIA |
| ALÇA DE HENLE (RAMO ASCENDENTE)        | REABSORÇÃO DE NaCl CRIAÇÃO DO GRADIENTE OSMÓTICO MEDULAR SECREÇÃO DE UREIA |
| TÚBULO DISTAL E DUCTO COLETOR CORTICAL | AJUSTE PRECISO NA REABSORÇÃO DE ÍONS E SECREÇÃO DE POTÁSSIO                |
| DUCTO COLETOR CORTICAL E MEDULAR       | REABSORÇÃO DE URÉIA REABSORÇÃO DE ÁGUA INDUZIDA POR VP SECREÇÃO DE AMÔNIO  |

## Ureia e concentração urinária
O principal produto final do metabolismo proteico em humanos é a ureia, sendo o soluto mais abundante na urina de humanos.
Na evolução, a capacidade de evitar a perda excessiva de água foi essencial para a passagem do meio aquático para o terrestre. Isso ocorre graças a propriedade de concentrar urina, um mecanismo oferecido pela hipertonicidade medular que é formada por um fator de contracorrente que existe nos ramos da alça de Henle e seu sistema multiplicador, aumentando os solutos no interstício medular e a saída de ureia do ducto coletor, causando hipertonicidade no gradiente de concentração no interstício. O mecanismo de contracorrente nos vasos retos medulares e a recirculação da ureia mantém essa hipertonicidade.

### Mecanismo de concentração da urina

#### Sistema multiplicador de contracorrente
É de grande importância a formação em U da alca de Henle para a formação da hipertonia medular, em que as disparidades de osmolalidades criadas pelas duas alças propiciam a formação dessa hipertonia.
Ou seja, no ramo grosso ascendente da alca de Henle é formado o gradiente pelo NKCC2, que vai fazer um transporte tríplice de Na+, 2Cl- e K+ para dentro da célula. O K+ é reutilizado no lúmen do ROMK. O funcionamento do NKCC2 é inseparável da Na+/K+ ATPase basolateral que coloca Na+  dentro do interstício. O Cl-  irá sair do interstício pelos canais de CIC basolaterais. Assim formando uma DP Lúmen positiva, constituindo uma maior passagem paracelular de íons de sódio do fluido até o interstício. Nessa parte não tem reabsorção de água, assim o interstício se torna ainda mais concentrado, quando se compara com o fluido tubular. Desta forma, há o acumulo de NaCl no interstício de medula externa (efeito unitário). Já que se tem um fluxo continuo dentro do túbulo, o efeito unitário é multiplicado e virá se formar um gradiente de NaCl na medula externa, que vai torná-la muito hiperosmotica em relação ao meio que ela se localiza. Perde água por osmose o ramo fino descendente e o ramo fino ascendente, impermeável a água, por conta da concentração de fluido que ocorre no ramo anterior reabsorve solutos.
É essencial para que se tenha reabsorção de água, a geração do gradiente de concentração na medula externa pelo mecanismo multiplicador, no comparecimento de ADH do ducto cortical e medular. Essa grande concentração irá fazer com que a água passe por canais (AQP 2) para o interstício no ducto coletor da medula interna, pelo gradiente osmótico favorecedor; possibilitando maior reabsorção de água, o que vai aumentar a capacidade de concentração urinaria.

#### O papel da ureia
O ducto coletor em sua porção cortical é permeável a água (na presença de ADH) e impermeável a ureia. Conforme o fluido vai caminhando pelo ducto, a ureia irá se concentrando e quando chega ao ducto coletor da medula interna, o local onde se concentra os canais de UT-A1 e UT-A3, vai ser transportado passivamente até o interstício. Neste local do néfron, a ureia não vai gerar pressão osmótica efetiva, já que essa parte é livremente permeável a ureia. Porem essa sua passagem para o interstício irá gerar uma reabsorção de água, já que quando se tem equilíbrio entre a concentração de ureia no interstício da medula interna e no interior do ducto coletor, outros osmóis concentrados na medula interna torna-a hipertônica em comparação ao fluido do ducto, assim ira proporcionar a reabsorção de água.
A ureia é responsável por cerca de 40% a 50% da osmolaridade da urina. Caso esse mecanismo de concentração medular não existisse a grande excreção de ureia causaria a perda de grade quantidade de água (diurese osmótica).

#### Reciclagem da ureia
O ciclo da ureia ocorre entre o interstício, néfron e vasos retos. A ureia ao chegar no interstício por meio da absorção no ducto coletor medular, entra pelas fenestrações da vasa recta ascendente e pode tomar 3 rotas diferentes:
1.      Vai diretamente para a vasa recta descendente pelo UT-B;
2.      Passa para a alça descendente fina de Henle pelo UT-A3;
3.      Não irá sair da vasa recta ascendente e volta para a veia renal, aumentando a concentração de ureia no plasma sanguíneo.

#### Os transportadores de ureia

##### UT-A1 e UT-A3
Estão localizados no ducto coletor esses transportadores. São codificados pelo mesmo gene, portanto compartilham similaridades estruturais. UT-A1 é apical e o UT-A3 é basolateral.
Por terem diversos sítios de fosforilação são muito reguláveis. São totalmente passivos. Atuam na transferência da ureia transferindo o fluido do túbulo para o interstício que é possível apenas por conta da reabsorção de água na porcão proximal do ducto e pelo gradiente de NKCC2. O ADH é responsável pela regulação de ambos principalmente do UT-A1, pois nele a ação do hormônio aumenta a permeabilidade luminal das células frente a ureia. Esses transportadores são essenciais para a regulação da concentração urinaria, por agiram na concentração do interstício em direção a papila.

##### UT-A2
Estão presente no ramo descente fino da alça de Henle, na porcão interna da medula externa. Sua funcionalidade se relaciona com o ciclo da ureia, impedindo o desperdício de ureia. Como os ramos finos descendentes da alca de Henle e a vasa recta ascendente são próximos um do outro, há uma transferência contracorrente de ureia entre ambos através do transportados UT-A2.

##### UT-B
Localiza-se no endotélio da vasa recta descendente em toda medula renal, no epitélio da pelve, no epitélio da superfície papilar, do ureter e da bexiga. Encontrada também na membrana das hemácias. Na vasa recta descendente, a proteína UTB, insere-se nas membranas luminais e basolaterais das células endoteliais. Esse transportador é um facilitador de ureia através da membrana das células.

## Ducto coletor
Após percorrer pela capsula de Bowman, o fluido corre para o túbulo proximal, vai para a alça de Henle, que é dividida em ramo descendente e ramo ascendente, até chegar no túbulo distal que drena o filtrado para um tubo maior, o Ducto Coletor, a junção destes (túbulo distal e ducto coletor, forma o néfron distal). Os ductos coletores saem do córtex e passam para a medula, onde drenam na pelve renal, nela, o fluído filtrado e modificado passa a ser chamado de urina, e segue para o ureter rumo à excreção.
O ducto coletor possui três divisões: cortical; medular externo e interno. Sua composição são células principais (70%) e intercalares alfa e beta (30%), as principais reabsorvem íons sódio e excretam potássio, as intercalares alfa reabsorvem potássio e secretam prótons e as intercalares beta secretam bicarbonato. A principais funções dos ductos coletores são: reabsorção de sódio e água; regulação da concentração urinaria através do ADH (hormônio antidiurético); secreção de potássio e hidrogênio para a manutenção do equilíbrio ácido-básico.
A osmolaridade final da urina depende da reabsorção no ducto coletor. A reabsorção e excreção de água nos ductos coletores obrigatoriamente deve ser bem regulada para manter os fluidos extra e intracelulares em equilíbrio. Quando o volume de água está elevado, os rins irão produzir a urina com baixa osmolaridade, que, estando com baixo volume de água, terá alta osmolaridade. Essa secreção e absorção depende de um hormônio específico, o hormônio antidiurético (ADH), também conhecido como vasopressina. O hormônio ADH é secretado pela neuro-hipófise quando é necessária a regulação da osmolaridade dos fluidos corporais, ou da pressão e volume do sistema vascular. Na presença de ADH, o epitélio do ducto coletor se torna permeável à água, e na ausência torna-se impermeável. Esse mecanismo acontece da seguinte forma: O ADH, chega pelo capilar peritubular, e se liga ao receptor V2 na membrana basoteral celular, com isso, a proteína G estimulará a formação de AMPc, pelo ATP, através da adenilciclase. Com a grande quantidade de AMPc, a proteinoquinase A (PKA) será ativada para fosforilar as proteínas que causam exocitose nas vesículas intracelulares na membrana luminal, essas vesículas possuem aquaporinas do tipo 2, isso irá favorecer a reabsorção de agua por difusão simples. O ADH transloca as vesículas que contém aquaporinas tipo 2 no citoplasma através das proteínas motoras nos microfilamentos e microtúbulos das células, que envolvem os receptores tanto da vesícula, quanto da membrana celular, assim quantidade de canais de aquaporinas do tipo 2 voltadas para o lúmen se eleva permitindo a passagem de água por osmose, pois a água irá se mover devido à maior osmolaridade das celulas tubulares e do líquido intersticial medulas em relação ao líquido tubular. A redução da permeabilidade a água na membrana luminal das células do ducto coletor ocorre por dois meios: pela redução da concentração plasmática de ADH, e pelo aumento das concentrações citoplasmáticas de Ca2+ e Lítio, pois em ambos os casos haverá a inibição da Adenil ciclase, diminuindo o AMPc intrecelular e promovendo a endocitose das aquaporinas tipo dois, o que resulta no aumento da diurese. Todo esse processo, em que parte da membrana é adicionada por exocitose e removida por endocitose, é denominado reciclagem da membrana.

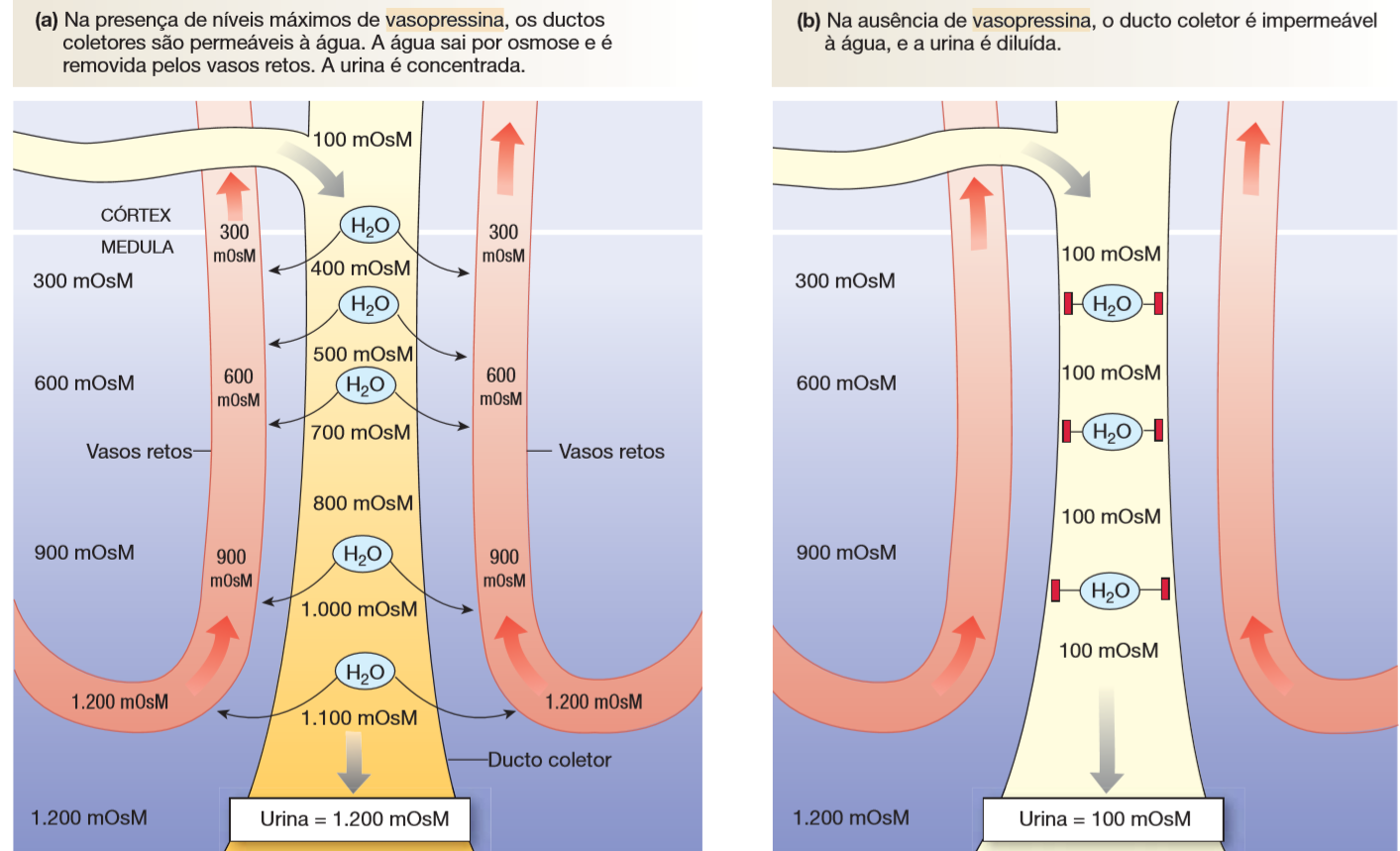

Caso haja deficiência na liberação de ADH, o transporte renal de água no ducto coletor pode diminuir, causando a chamada poliúria, por conta da estimulação que ocorre no epitélio do ducto coletor frente ao ADH e da incapacidade de impedir a hipertonicidade da medula.
A regulação da excreção de potássio (K+) é dada pela variação da secreção de K+ pelo túbulo distal e ducto coletor. A concentração de potássio no plasma e a aldosterona são os principais reguladores fisiológicos da secreção de K+. O ADC, assim como o balanço ácido-básico e a intensidade do fluxo do fluido tubular, também são reguladores de K+, porém influencia menos do que os dois fatores citados anteriormente.
A hipercalemia é resultado de uma grande concentração de K+ no plasma, e isso resulta em alguns fatores que regulam a secreção de K+. A hipercalemia: estimula a Na+, K+-ATPase, aumentando a captação de K+ na membrana basolateral, com isso, a concentração de K+ dentro da célula e forca motriz eletroquímica para a saída de K+ pela membrana apical, aumentam; também aumenta a permeabilidade de K+ na membrana apical; estimula o córtex da supra-renal a secretar aldosterona, que atua para estimular a secreção de K+; e por fim a hipercalemia aumenta a intensidade de fluxo do fluido tubular, que também altera a secreção de K+ no ducto coletor.
A hipocalemia, ao contrário da hipercalemia, é causada por baixa concentração de K+ no plasma, e diminui a secreção de K+. ela inibe a Na+, K+-ATPase, diminui a forca motriz eletroquímica para o efluxo de K+ pela membrana apical, diminui a quantidade de aldosterona no plasma e reduz a permeabilidade de K+ na membrana apical.

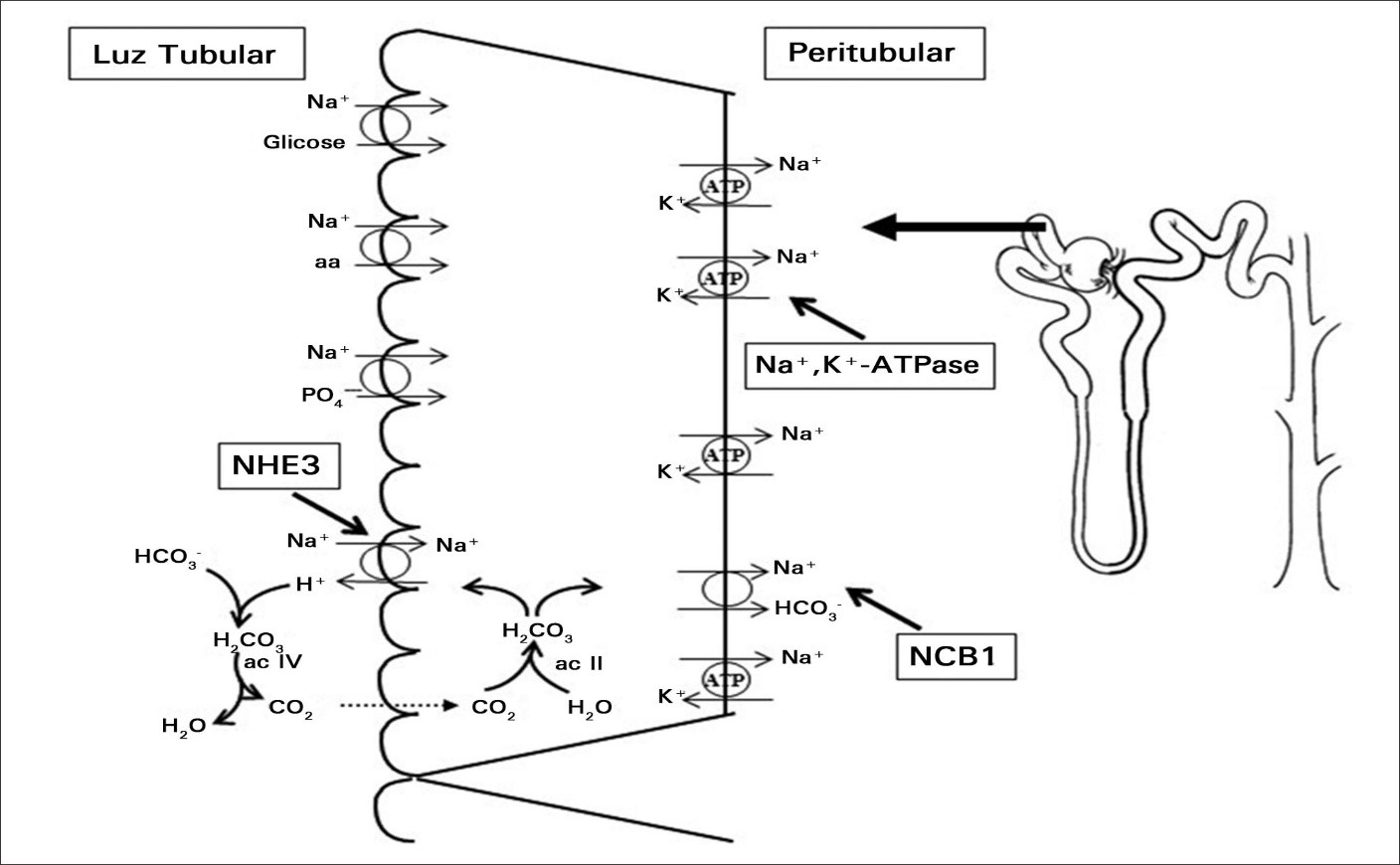

## Regulação hormonal
HORMÔNIO ANTIDIURÉTICO (ADH) OU VASOPRESSINA: Passa a ser secretado quando há um aumento na concentração de solutos no plasma e queda na quantidade de água. Os receptores osmóticos, que se localizam no hipotálamo serão estimulados a produzir o ADH, e mandar este para a circulação, chegando nos túbulos distais e ducto coletor do néfron, aumentam a permeabilidade de água nas células, fazendo com que haja maior reabsorção de água do interior dos túbulos para o sangue, resultando em saída de urina mais concentrada.
Já quando a concentração de solutos no plasma está muito baixa e há uma grande quantidade de água, haverá uma inibição na produção de ADH para haver menos reabsorção de água dos túbulos distal e ducto coletor para o sangue, fazendo a urina sair mais diluída.
ALDOSTERONA: é produzida pela supre-renal, sua função é aumentar a absorção ativa de sódio e a secreção ativa de potássio nos túbulos distais e ducto coletores. Esse hormônio começa a ser secretado quando há aumento na concentração de íons potássio e redução de sódio no plasma, a enzima renina se juntará com o angiotensinogênio (inativo) para forma angiotensina (ativa), assim, o córtex da supra-renal aumenta a taxa de secreção de aldosterona, que é mandada para o sangue direto para os túbulos distais e ducto coletor onde haverá o aumento da excreção de potássio e reabsorção de sódio e água.

## A ação da Furosemida
A furosemida é derivada do ácido antranílico, cujo nome UIPAC é Ácido 4-cloro-2-(2-furilmetilamino)-5-sulfamoil-bonzóico. Trata-se de uma droga diurética responsável por aumentar a velocidade de produção da urina onde o termo diurese possui duas distinções: uma delas ao aumento do volume urinário e a outra à perda de soluto e água. A excreta é o sódio, que é o íon mais eliminado no processo. Outras drogas similares consideradas de alta potência são a bumetanida e o ácido etacrínico.
A furosemida é utilizada em pacientes com insuficiência cardíaca (IC) congestiva descompensada, distúrbios hepáticos ou renais, edemas localizados nas extremidades do corpo, sobretudo nas regiões das mãos e dos pés, porém não apenas restringidos a tais locais. Edemas abdominais pós cirúrgicos também podem ser incluídos em casos onde diuréticos atuam na reversão do quadro edematoso, bem como em situações relacionadas a pressão arterial elevada (hipertensão), fazendo com que o volume circulante diminua, reduzindo assim, a pressão arterial. No caso da IC congestiva descompensada, é preferível a utilização do diurético intravenoso, pois há menor absorção oral em consequência de edema nas alças intestinais e redução da perfusão e motilidade do trato gastrointestinal, que impossibilita a absorção eficaz.
Estes fármacos são considerados diuréticos de alta potência, que, de acordo com possuem ação específica sobre a função tubular renal, que são absorvidos rapidamente pelo TGI (Trato Gastrointestinal), com biodisponibilidade de 60% para furosemida e de quase 100% para a bumetanida. Os intuitos são mobilização do líquido do edema e não a redução em demasia das concentrações de Na+, que pode acontecer devido a uma complicação chamada hiponatremia, justamente por ser um depletor de sódio e água mais precisamente no ramo ascendente espesso da alça de Henle. A hiponatremia é a condição na qual as concentrações plasmáticas de Na+ são inferiores a 120 mM, que evolui rapidamente de 2 a 12 dias e foi descrita em pacientes que receberam apenas tiazídicos.
As ações adversas e negativas do uso de diuréticos está ligada com uma série de eventos maléficos, visto que ao realizar esse processo, restará menos líquido que será reabsorvido pelo corpo. O caso do ácido úrico, uma substância que resulta do metabolismo das purinas, é um exemplo de não eliminação em detrimento dos demais sais eliminados com mais facilidade pelos fármacos diuréticos, causando determinado acúmulo e promovendo casos de gota, artrite e outros processos inflamatórios de articulações. Outros efeitos de acordo com o artigo são a perda de potássio (que pode causar câimbras, náuseas e vômitos), tontura, desidratação e hipovolemia.
A furosemida age sobretudo no aumento do fluxo sanguíneo renal e inibindo a reabsorção de eletrolíticos e água pelos rins, na porção mais profunda do néfron, com liberação acentuada de Na+ e Cl- no início do túbulo distal, excreção aumentada de outros eletrólitos, em particular potássio, cálcio e magnésio.
Um de seus efeitos colaterais e distúrbios eletrolíticos sintomáticos com alcalose metabólica incluem:
           * Desidratação e hipovolemia sobretudo em idosos;
           * Aumento transitório dos níveis de creatinina e de ureia sanguíneas;,
           * Aumentos no nível sérico de ácido úrico e ataques de gota;
           Distúrbios vasculares:
           * Vasculite;
           * Hipotensão ortostática (uma forma de baixa pressão quando o paciente põe-se de pé rapidamente ou modifica a posição);
           * PA média baixa (hipotensão), com consequente falta de retorno venoso para o coração e alcalose hipoclorêmica, que indica que existe um desequilíbrio no pH com aumento da alcalinidade dos fluidos. A redução acentuada de fluidos pode levar ao aumento da concentração sanguínea com tendência ao desenvolvimento de tromboses.
           * Um efeito transitório e colateral da furosemida é a surdez transitória e tinido (distúrbios auditivo e de labirinto) particularmente em pacientes com insuficiência renal que o fármaco intravenoso foi administrado rapidamente, em que foram encontradas alterações na composição eletrolítica da endotelina, potencialmente ototóxica (RYBAK, Leonard P, 1982).